# Mursi

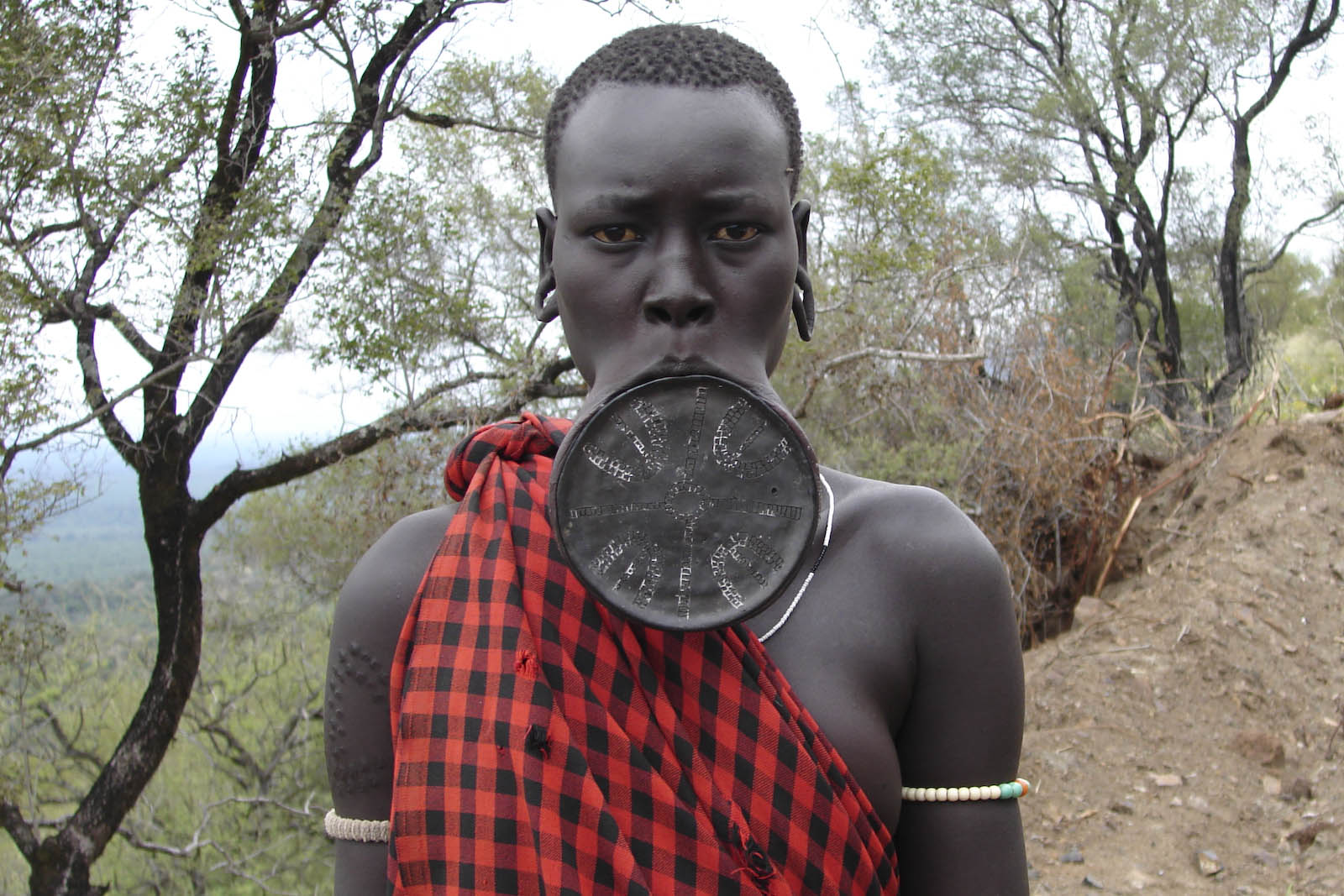
Kobieta Mursi z krążkiem

Mursi lub Murzu – lud pasterski w Etiopii, blisko spokrewniony z ludem Suri, posługujący się językiem mursi. Język ten w 80% pokrywa się z językiem suri. Lud ten zamieszkuje centrum sąsiedniego do Suri rejonu dorzecza Omo w strefie Debub Omo Regionu Narodów, Narodowości i Ludów Południa. Sami Mursi nie uważają się za Suri, jednak występują pomiędzy nimi podobieństwa kulturowe i językowe.
Kobietom z plemienia Mursi, wkraczającym w dorosłe życie, rozcina się dolną wargę i umieszcza się w niej gliniany krążek. Z czasem zamienia się krążki na coraz większe, mogące osiągać średnicę około 35 cm. Im większy krążek w wardze kobiety, tym bardziej jest ona atrakcyjna w oczach plemienia i tym więcej krów jest skłonny oddać jej rodzinie mężczyzna, chcący się z nią ożenić. Czasem mężczyźni toczą walki o wybrankę na śmierć i życie. Pojedynki te prowadzone są przy użyciu kijów.
Nie wiadomo dokładnie skąd wziął się zwyczaj umieszczania glinianego krążka w wardze kobiety. Prawdopodobnie owa forma samookaleczenia stosowana była z obawy przed łowcami niewolników, którzy porywali afrykańskie kobiety i wywozili je do haremów. Według innych poglądów krążek miał odstraszać złe duchy, mogące przedostać się do wnętrza człowieka przez usta. Jednak najbardziej rozpowszechniona jest opinia, że kobiety Mursi wyglądają właśnie tak, aby nie budzić pożądania mężczyzn z innych plemion afrykańskich.
Mursi nie znają pocałunków – właśnie z powodu owych krążków.